# السعداء (فلم)
السعداء (بالفرنسية: Les Bienheureux) فيلم فرنسي جزائري من إخراج صوفيا جاما سنة 2017، وبطولة كل من سامي بوعجيله ولينا خضري وفوزي بنسعيدي ونادية قاسي وآدم بيسا وأمين لنصاري.

## القصة
تجري أحداث الفيلم في الجزائر، بعد سنوات على انتهاء الحرب الأهلية، يُقرّر سمير وآمال الاحتفال بعيد زواجهما العشرين. في طريقهما إلى المطعم، يتذكر كل منهما الجزائر كما عرفها، تستحضر آمال أحلامها المتبددة في هذا البلد، فيما يحاول سمير التأقلم والتعايش مع الواقع. بالتزامن مع ذلك يتيه ابنهما فهيم، برفقة صديقيه رضا وفريال، في مدينة انغلقت على ذاتها.

## جوائز
فاز الفيلم بجائزة أحسن ممثلة في فئة «أوريزونتي» (Orizzonti) بمهرجان البندقية السينمائي الـ 74 بإيطاليا، وجائزة أفضل إخراج في الدورة الـ 14 لمهرجان دبي السينمائي.

## روابط خارجية
- السعداء على موقع IMDb (الإنجليزية)
- السعداء على موقع ألو سيني (الفرنسية)
- السعداء على موقع قاعدة بيانات الفيلم (الإنجليزية)
- السعداء على موقع ليتربوكسد (الإنجليزية)
- السعداء على موقع كينوبويسك (الروسية)